# Urs Rechn
Urs Rechn, né à Halle-sur-Saale le 18 janvier 1978, est un acteur allemand, connu pour son apparition dans le film dramatique sur l'Holocauste, Le Fils de Saul (2015) qui a remporté le grand prix au Festival de Cannes.

## Filmographie partielle

### Au cinéma
- 1999 : Bis zum Horizont und weiter : Beamter
- 2001 : Ob sie wollen oder nicht
- 2006 : Aufrecht stehen : Fred, Joes Kollege
- 2007 : Das wilde Leben : Boxer
- 2013 : Cours sans te retourner (Lauf Junge lauf) : SS-Man 1 Janczyk Village
- 2014 : Wir waren Könige : Jenne
- 2015 : Le Fils de Saul (Saul fia) : Oberkapo Biederman
- 2020 : Anya (Waiting for Anya) de Ben Cookson : Hans
- 2025 : Red Sonja de M. J. Bassett

### À la télévision
- 2018 : Dogs of Berlin (série télévisée)